# Lee Seung-hyun (E-Sportler)
Lee „Life“ Seung-hyun (* 11. Januar 1997) ist ein professioneller südkoreanischer E-Sportler in dem Computerspiel StarCraft 2.

## Karriere
Lee Seung-hyun machte schon zu Beginn seiner Starcraft-2-Karriere durch sein junges Alter, kombiniert mit seinen vielversprechenden Leistungen, auf sich aufmerksam. Sein erstes öffentlich übertragenes Spiel war im Zuge der 2012 GSTL Season 1 (Team League) für sein damaliges Team ZeNEX. Damit war er der bis dahin drittjüngste Spieler, der in einem öffentlich übertragenen Spiel zu sehen war.
Dies sollte aber das beeindruckende Jahr für den jungen Spieler erst eröffnen. So konnte er während des Iron Squid Chapter 1 und des IPL Tournament of Champions von sich reden machen. Außerdem konnte er bei der GSTL Season 2 Teilnahme einen All-Kill gegen das Team Liquid für sich verbuchen. Nachdem ZeNEX von StarTale im Sommer 2012 übernommen worden war, erreichte er bei der TSL 4 den zweiten Platz. Kurz darauf konnte er sich über die Up & Down-Matches für Code S qualifizieren und sollte der erste Spieler werden, der bei seiner ersten GSL Code S Teilnahme direkt den Sieg davontrug.
Kurz darauf konnte Lee Seung-hyun auch seinen ersten internationalen Titel durch einen Sieg bei der 2012 MLG Fall Championship in Dallas für sich verbuchen. Es folgten weitere Siege, darunter beim GSL Blizzard Cup 2012 und dem Intel Extreme Masters Season VIII in New York, sowie ein zweiter Platz auf der DreamHack Winter 2013.
Ende 2014 besiegte er im Finale der World Championship Series Finals auf der Blizzcon den Terraner-Spieler Mun „MMA“ Seong-won mit 4:1 und gewann somit den mit 100.000 Dollar dotierten Hauptpreis. Wenige Wochen später belegte er den Zweiten Platz bei der DreamHack Winter 2014.
Im Februar 2015 wechselte er zum Team KT Rolster. Kurz darauf gewann er zum zweiten Mal die GSL nach einem 4:3-Finalsieg über Won „PartinG“ Lee-sak. Ende des Jahres schaffte er es erneut ins Finale der WCS Finals auf der Blizzcon, unterlag diesmal allerdings Protoss-Spieler Kim „sOs“ Yoo-jin. Anfang 2016 wechselte er von KT Rolster zu den Afreeca Freecs.

## Wettmanipulationsskandal
Im April 2016 wurde offiziell bekanntgegeben, dass er für schuldig befunden wurde, im Rahmen des Kespa Cups zwei Spiele für einen Betrag von 70.000.000 Won (ca. 62.000 US-Dollar) absichtlich verloren zu haben. Hintermänner hatten dann auf seine Niederlage gewettet. Dies war nicht der erste Vorfall dieser Art im professionellen StarCraft, kurz vorher waren die etwas unbekannteren Spieler Choi Byeong-Heon (YoDa) und Choi Jong-Hyuk (BBoongBBoong) des Betrugs überführt und in StarCraft:Brood War, dem Vorgänger von StarCraft 2, gab es einen weiteren großen Manipulationsskandal, in dessen Zentrum Ma Jae-yoon (sAviOr) stand.
Am 14. Juli 2016 wurde Life vom Changwon Bezirksgericht zu einer Freiheitsstrafe von 18 Monaten und einer Zahlung von 70.000.000 Won (ca. 62.000 US-Dollar) verurteilt.
Er wurde zusätzlich auf Lebenszeit von der KeSPA, dem südkoreanischen Dachverband für E-Sport für alle professionellen Veranstaltungen gesperrt.

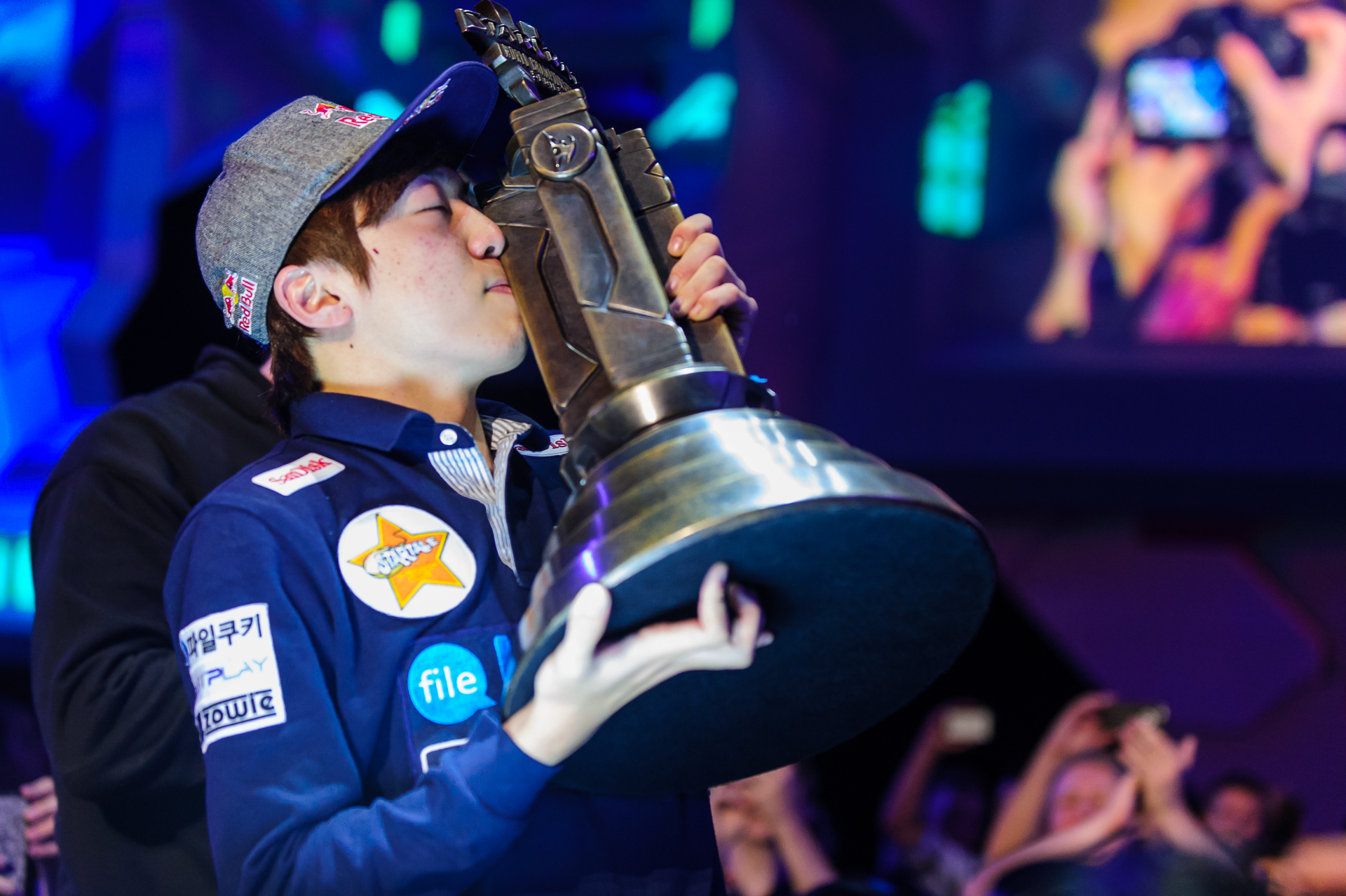
Life nach dem Sieg auf der BlizzCon 2014

## Erfolge
| Jahr | Turnier                             | Platz       | Preisgeld |
| ---- | ----------------------------------- | ----------- | --------- |
| 2012 | TeamLiquid StarLeague 4             | 2. Platz    | 07.000 $  |
| 2012 | GSL Code S Season 4                 | 1. Platz    | 042.630 $ |
| 2012 | MLG Pro Circuit - Fall Championship | 1. Platz    | 025.000 $ |
| 2012 | GSL Blizzard Cup                    | 1. Platz    | 037.200 $ |
| 2013 | IronSquid Chapter II                | 1. Platz    | 012.500 $ |
| 2013 | MLG Winter Championship             | 1. Platz    | 025.000 $ |
| 2013 | IEM Season VIII - New York          | 1. Platz    | 010.000 $ |
| 2013 | DreamHack Winter                    | 2. Platz    | 015.244 $ |
| 2014 | WCS Season 1 Korea                  | 3./4. Platz | 07.491 $  |
| 2014 | DreamHack Bucharest                 | 1. Platz    | 010.000 $ |
| 2014 | WCS Finals                          | 1. Platz    | 100.000 $ |
| 2014 | DreamHack Winter                    | 2. Platz    | 015.000 $ |
| 2015 | IEM Season IX - Taipei              | 1. Platz    | 010.000 $ |
| 2015 | GSL Season 1                        | 1. Platz    | 036.099 $ |
| 2015 | Kung Fu Cup Season 2                | 1. Platz    | 09.366 $  |
| 2015 | WCS Finals                          | 2. Platz    | 050.000 $ |